# جورج موراي (موسيقي)
جورج موراي (بالإنجليزية: George Murray)‏ هو موسيقي أمريكي، ولد في القرن العشرين.

## وصلات خارجية
- جورج موراي على موقع ميوزك برينز (الإنجليزية)
- جورج موراي على موقع أول ميوزيك (الإنجليزية)
- جورج موراي على موقع ديسكوغز (الإنجليزية)